# Flagge der Autonomen Gemeinschaft Madrid

Flagge von Madrid
Seitenverhältnis 7:11

Die Flagge der Autonomen Gemeinschaft Madrid ist einfarbig karmesinrot und zeigt sieben (4:3) fünfzackige weiße Sterne in zwei Reihen.

## Geschichte
Das Rot ist die Farbe Kastiliens, zu dem Madrid früher gehörte. Die sieben Sterne stammen vom Wappen der Stadt Madrid und symbolisieren die sieben Sterne des Sternbilds des Großen Bärens bzw. des Großen Wagens.